# Manglilla venulosa
Manglilla venulosa là một loài thực vật có hoa trong họ Anh thảo. Loài này được (Willd.) Roem. & Schult. mô tả khoa học đầu tiên năm 1819.